# Czesław-Kobus-Stadion
Das Czesław-Kobus-Stadion (polnisch Stadion im. Czesława Kobusa) ist ein Fußballstadion in der polnischen Stadt Bydgoszcz. Es ist auch unter dem Namen Stadion Chemika Bydgoszcz bekannt und ist die Heimstätte des Fußballvereins Chemik Bydgoszcz. Benannt ist es nach dem ersten Vereinspräsidenten Czesław Kobus. Die Anlage bietet insgesamt 15.000 Zuschauern einen Sitzplatz. Das Czesław-Kobus-Stadion gehört neben dem Zdzisław-Krzyszkowiak-Stadion und dem Polonia-Bydgoszcz-Stadion zu den größten Stadien der Stadt. Vorbild war das Kazimierz-Górski-Stadion in Płock.
Es wurde als Trainingsstätte für die U-21-Fußball-Europameisterschaft 2017 genutzt.

## Sportveranstaltungen

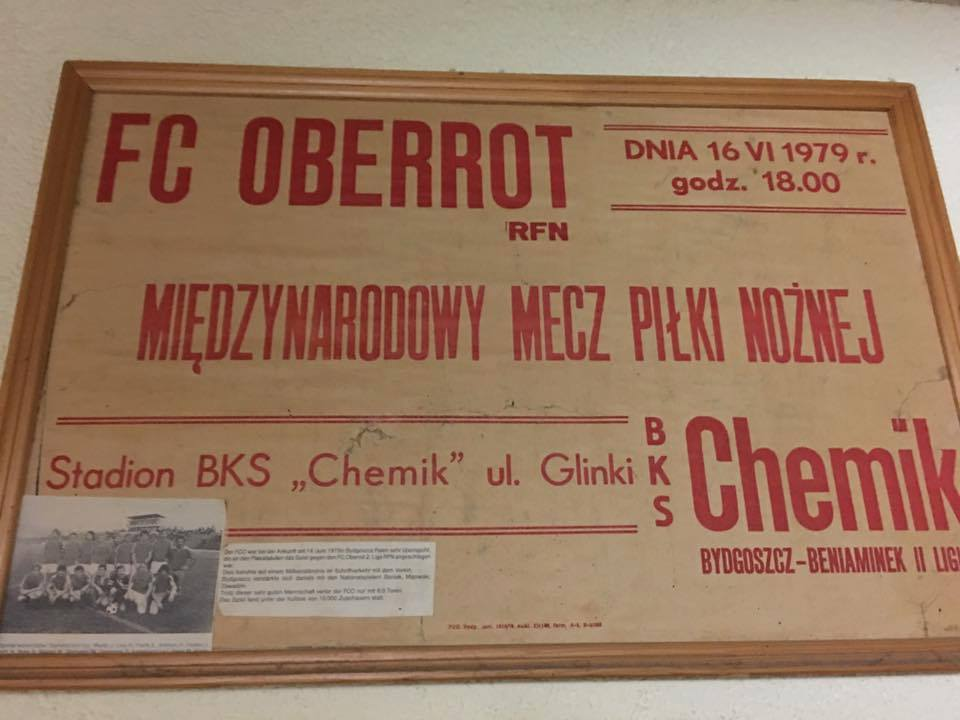
Chemik Bydgoszcz gegen den FC Oberrot

Im Jahre 1979, zum Aufstieg von Chemik Bydgoszcz in die 2. polnische Liga, wurde ein Freundschaftsspiel gegen den deutschen Verein FC Oberrot ausgetragen, das Chemik vor 10.000 Zuschauern mit 8:0 gewann.